# Moulin Rouge (film 1952)
Moulin Rouge – brytyjski film z 1952 roku w reżyserii Johna Hustona. Scenariusz powstał na podstawie powieści Pierre’a La Mure’a pod tym samym tytułem.

## Fabuła
Akcja filmu rozgrywa się w Paryżu pod koniec XIX wieku i opowiada historię artysty Henriego de Toulouse-Lautreca oraz przedstawia życie bohemy w teatrze Moulin Rouge.

## Obsada
- José Ferrer w podwójnej roli: jako Henri de Toulouse-Lautrec i jako ojciec artysty
- Zsa Zsa Gabor jako Jane Avril
- Suzanne Flon jako Myriamme Hayam
- Katherine Kath jako La Goulue
- Muriel Smith jako Aicha
- Colette Marchand jako Marie Charlet
- Theodore Bikel jako król Serbii Milo IV
- Peter Cushing jako Marcel de la Voisier
- Christopher Lee jako Georges Seurat
- Michael Balfour jako Dodo
- Eric Pohlmann jako Picard
- Diane Cilento jako Midinette (nie występuje w napisach)[1]

## Nagrody i nominacje
Nagroda Akademii Filmowej
- Najlepsza scenografia w filmie barwnym – Marcel Vertès i Paul Sheriff
- Najlepsze kostiumy w filmie barwnym – Marcel Vertès
- Najlepszy film – John Huston (nominacja)
- Najlepszy aktor pierwszoplanowy – José Ferrer (nominacja)
- Najlepsza aktorka drugoplanowa – Colette Marchand (nominacja)
- Najlepszy reżyser – John Huston (nominacja)
- Najlepszy montaż – Ralph Kemplen (nominacja)

Złoty Glob
- Najbardziej obiecująca nowa aktorka – Colette Marchand

14. MFF w Wenecji
- Złoty Lew – John Huston (nominacja)
- Srebrny Lew – John Huston

BAFTA
- Najlepszy film brytyjski (nominacja)
- Najlepszy film z jakiegokolwiek źródła (nominacja)
- Najbardziej obiecujący debiut filmowy – Colette Marchand (nominacja)